# Västra Kråkträsket
Västra Kråkträsket är en sjö i Lycksele kommun i Lappland och ingår i Umeälvens huvudavrinningsområde. Sjön har en area på 0,43 kvadratkilometer och ligger 244 meter över havet. Sjön avvattnas av vattendraget Arvån.

## Delavrinningsområde
Västra Kråkträsket ingår i det delavrinningsområde (717418-164057) som SMHI kallar för Inloppet i Arvlidsjön. Medelhöjden är 269 meter över havet och ytan är 6,63 kvadratkilometer. Räknas de 2 avrinningsområdena uppströms in blir den ackumulerade arean 31,91 kvadratkilometer. Arvån som avvattnar avrinningsområdet har biflödesordning 3, vilket innebär att vattnet flödar genom totalt 3 vattendrag innan det når havet efter 159 kilometer. Avrinningsområdet består mestadels av skog (91 procent). Avrinningsområdet har 0,43 kvadratkilometer vattenytor vilket ger det en sjöprocent på 6,5 procent.